# ウマラテ
『ウマラテ』は、フジテレビジョンと関西テレビ放送で2018年1月4日から2019年12月26日まで毎週木曜日21:54 - 22:00（日本時間）に放送されていた中央競馬情報番組。全102回。日本中央競馬会の単独提供。

## 概要
毎回とある喫茶店を舞台に馬にまつわるすてきなストーリーを紹介する。
喫茶店に来る常連客で、おいしいカフェラテができるまでの間、馬にまつわる話を伝える主人公役の俳優と、ラジオのディスクジョッキー役を務める浪川大輔の語りでつづる。

## 出演
- Niki：2018年1月 - 2018年12月

※2019年1月からは月替わりで出演者が入れ替わるようになった。原則女優であるが、2019年8月は初めて男性俳優が担当した。
- 糸原美波：2019年1月
- 松田るか：2019年2月
- 金井美樹：2019年3月
- 新條由芽：2019年4月
- 久松郁実：2019年5月
- 小倉優香：2019年6月
- 三根梓：2019年7月
- 神尾楓珠：2019年8月
- 吉田れいな：2019年9月
- 谷まりあ：2019年10月
- 永田崇人：2019年11月
- 大幡しえり：2019年12月

## スタッフ
- ナレーター：浪川大輔
- 音楽：MONSTER大陸
- ラテアート：松野浩平